# Эхланзени
Эхланзени (зулу Ehlanzeni) — район провинции Мпумаланга (ЮАР). Название района происходит от слова, обозначающего низинный велд в языках зулу и свати. Административный центр — Мбомбела. По данным переписи 2001 года большинство населения района говорит на языке свати.
Близ города Барбертон в муниципалитете Умджинди, находится ударный кратер диаметром ок. 500 км, образовавшийся 3,26 млрд лет назад (архей), после падения на Землю астероида диаметром 37—58 км.

## Административное деление
В состав района Эхланзени входят пять местных муниципалитетов:
- Мбомбела (местный муниципалитет)
- Нкомази (местный муниципалитет)
- Тхаба Чвеу (местный муниципалитет)
- Умджинди (местный муниципалитет)
- Бушбакридж (местный муниципалитет)